# نینل کروتوا
نینل کروتوا (روسی: Нинель Васильевна Крутова-Беззаботнова؛ زادهٔ ۳ ژانویهٔ ۱۹۲۶) ورزشکار شیرجه اهل اتحاد جماهیر شوروی سوسیالیستی است.
وی در مسابقات کشوری و بین‌المللی در مجموع برندهٔ ۱ مدال طلا، ۱ مدال نقره، ۱ مدال برنز شده‌است.